# Weserpark

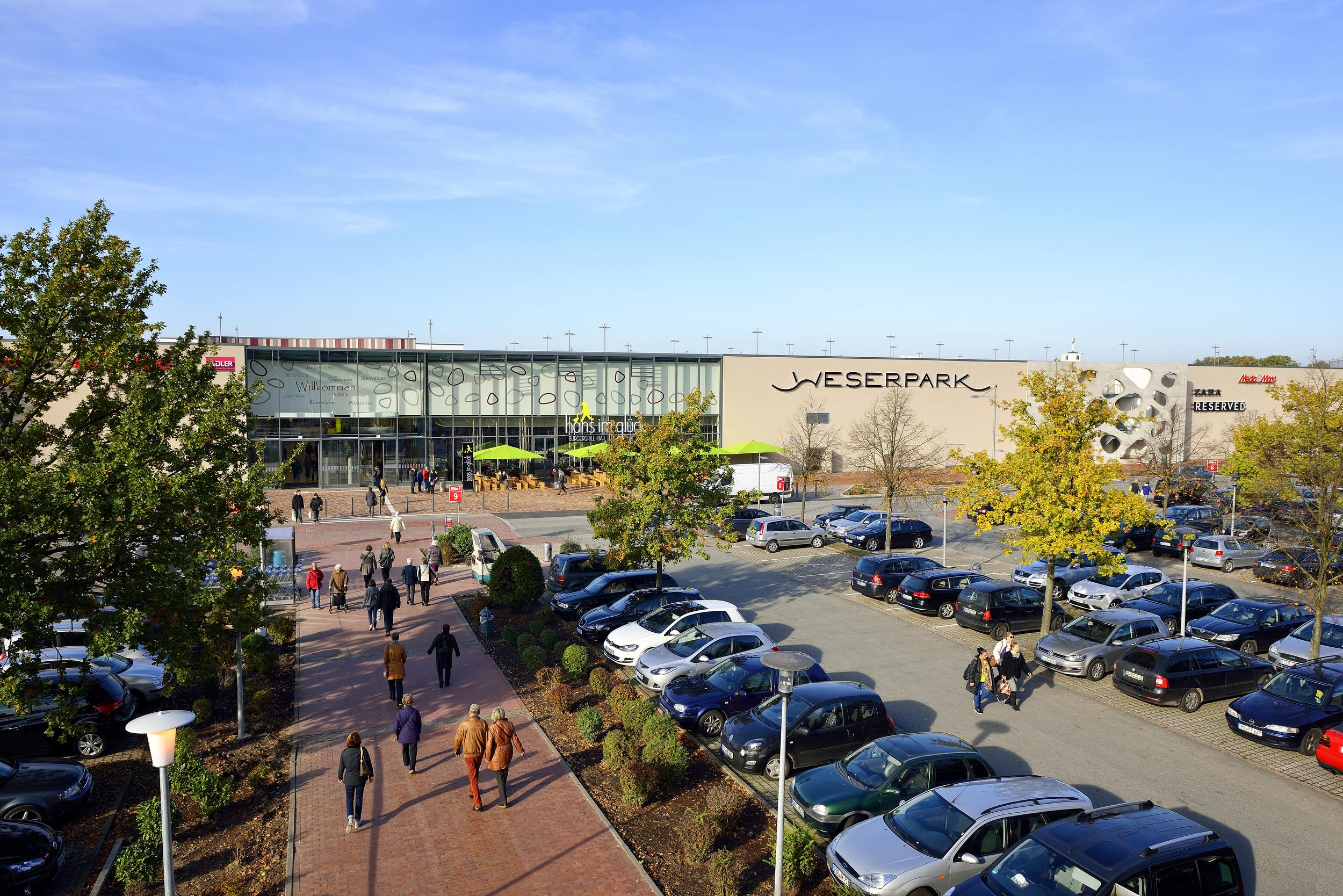
Weserpark Bremen 2016

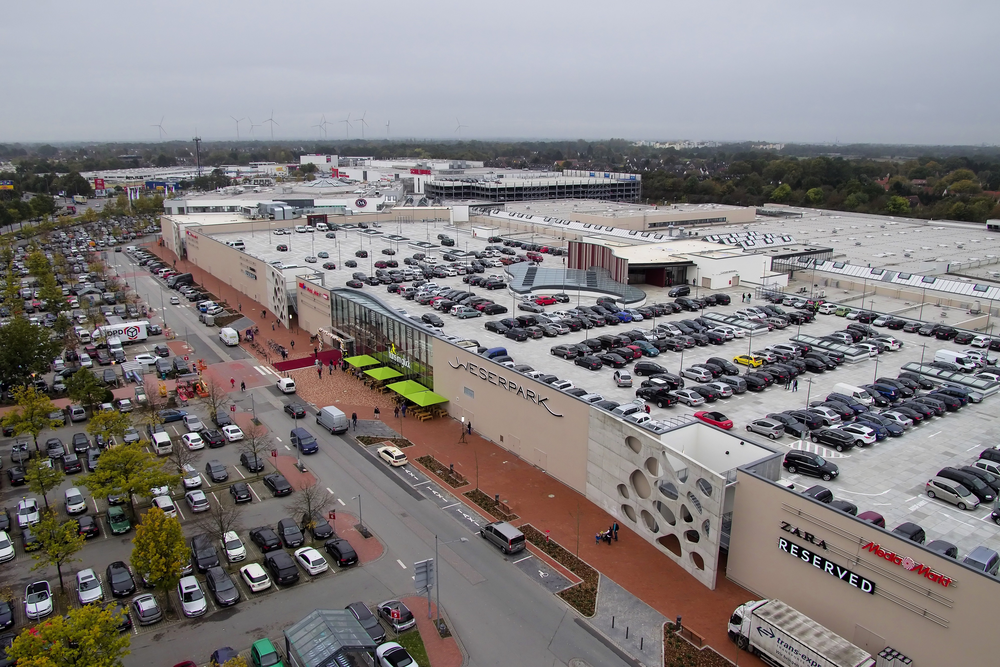
Weserpark 2015

Logo bis zum 22. Oktober 2014

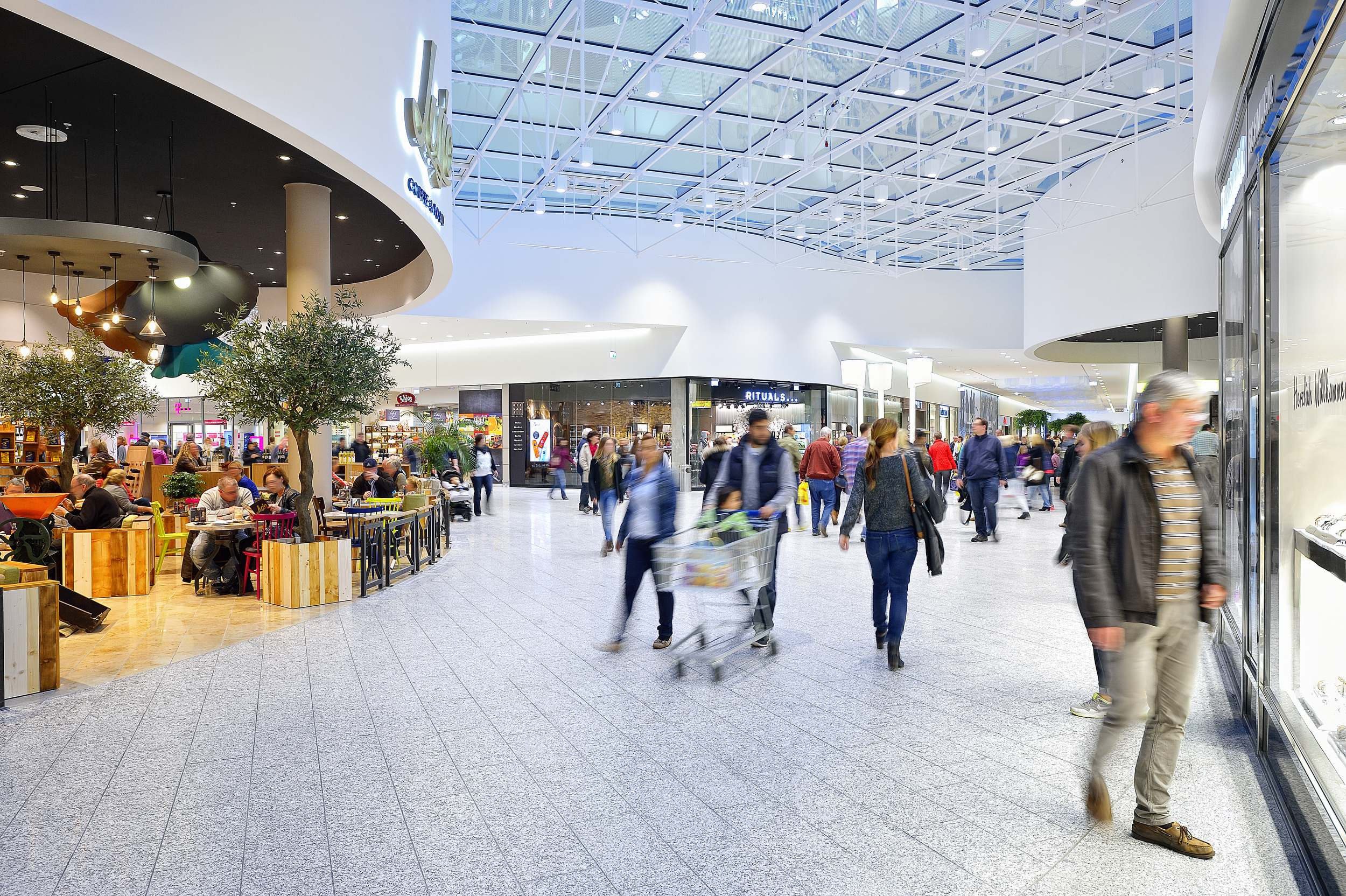
Shopping Center Weserpark 2014

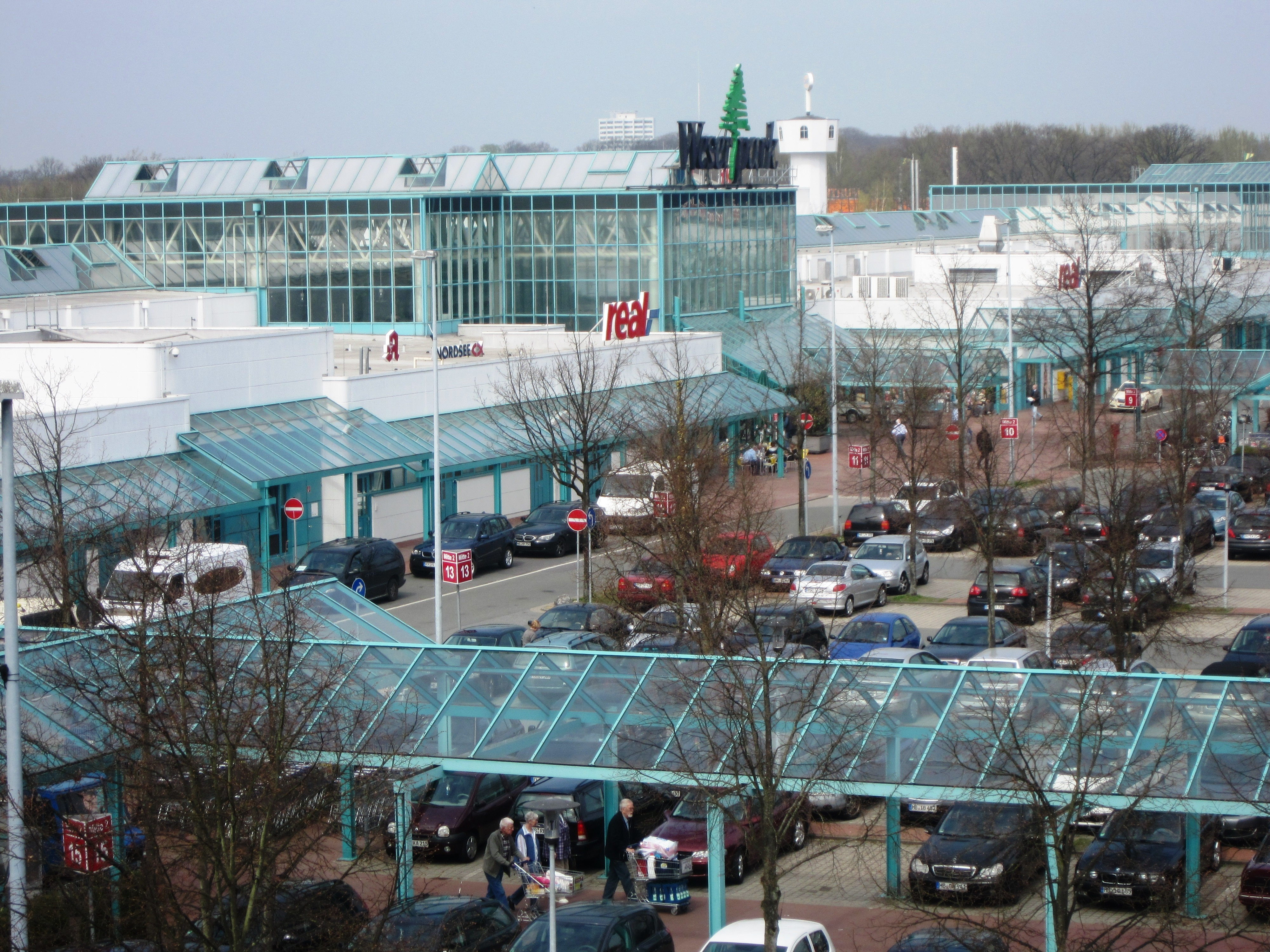
Weserpark 2013

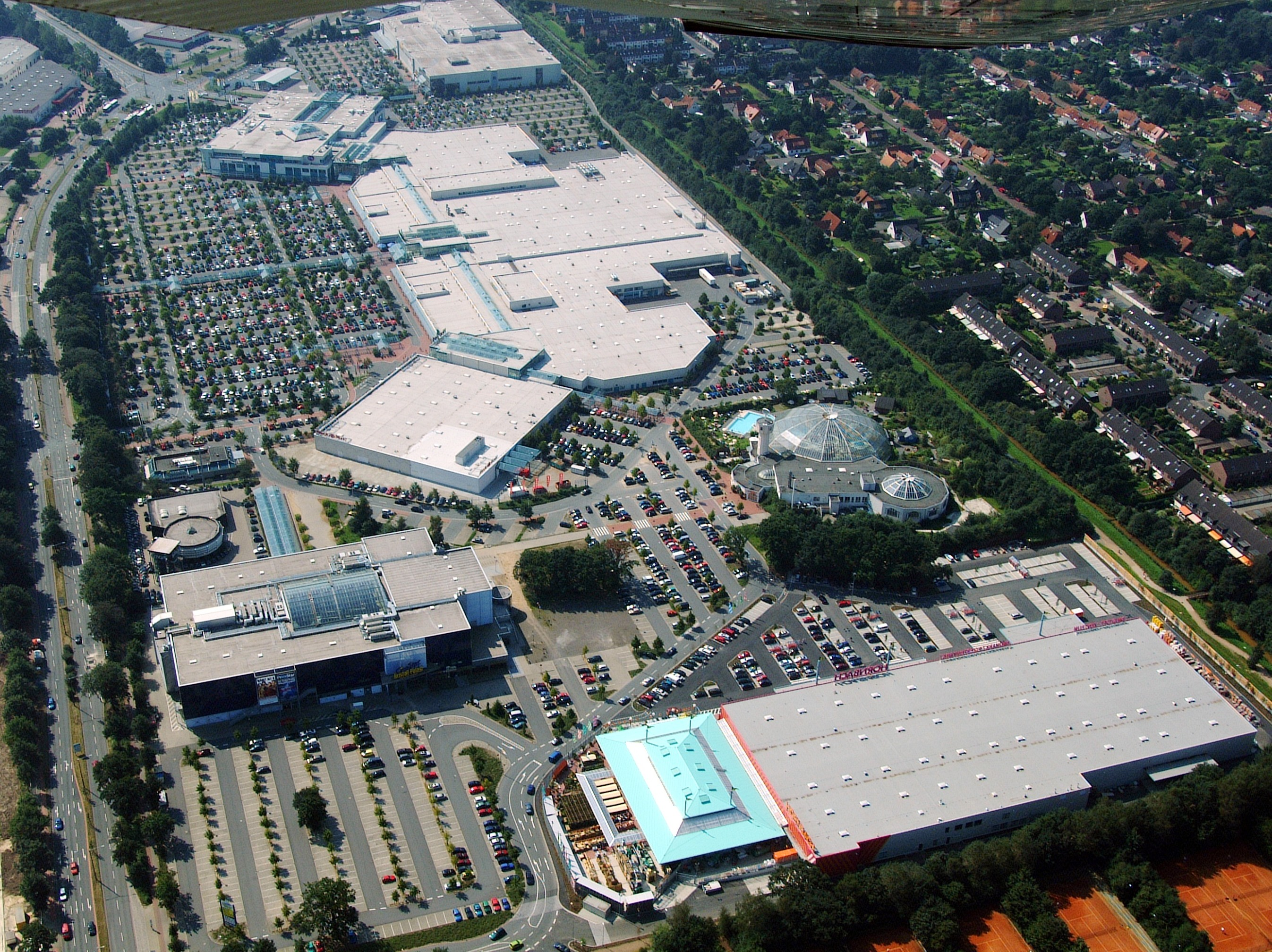
Weserpark plot 2002

Der Name Weserpark bezeichnet vornehmlich das im Südosten Bremens gelegene Shoppingcenter mit heute rund 170 Einzelhandels-, Gastronomie- und Dienstleistungsflächen. Zusammen mit den benachbarten Einzelhandels- und Freizeitangeboten stellt der Standort Weserpark hinsichtlich Umfang, Struktur und Vielfalt eine der größten Einzelhandels- und Freizeit-Agglomerationen im norddeutschen Raum dar.

## Weserparkareal
Auf dem Weserpark-Areal befinden sich direkt angrenzend zum Shoppingcenter das Möbelhaus Opti-Wohnwelt, ein Hornbach Bau- und Gartenmarkt, die Gastronomiebetriebe L’Osteria und The Ash und gegenüber ein Bauhaus Bau- und Gartenmarkt. Der Kristallpalast, der mit elf Kinosälen das größte Kinoangebot der Stadt Bremen bietet und über eine Bowlingbahn, ein Kinderspieleland und verschiedene Gastronomieangebote verfügt, befindet sich ebenfalls in direkter Nachbarschaft.

## Geschichte
Die Entwicklung des Weserparks wurde maßgeblich konzipiert von dem münsterschen Kaufmann Werner Steenken (1941–1998). Nach ihm ist eine auf das Weserparkgelände führende Straße benannt.
Basierend auf dem Senatsbeschluss der Stadt Bremen im April 1986 öffnete im Frühjahr 1990 der Weserpark als Fachmarktzentrum. Dieses bestand aus 60 Einzelhandelsflächen, vornehmlich Fachmärkten. Aufgrund des erstmals realisierten Typus Fachmarktzentrum handelte es sich um ein bundesweites Novum, da erstmals in einem Gebäude vor allem zahlreiche Großflächen (Fachmärkte) für Einzelhändler unter einem Dach zusammengefasst und durch kleinflächige Shop- und Gastronomieangebote ergänzt wurden.
Bereits ein Jahr später eröffnete angrenzend das Aquadrom. Ein Wellenbad samt Wasserrutschen und ein angrenzender Saunabereich stellten das erste Freizeitangebot am Standort dar. Das Freizeitbad wurde 1998 in eine große Sauna- und Fitnessanlage, die Oase, umgestaltet, die 2019 in Zahlungsschwierigkeiten geriet, und nach Betreiberwechsel 2022 ihren Betrieb einstellen musste. Nachdem kein tragfähiges Ersatzkonzept gefunden werden konnte, steht 2025 der Abriss der Anlage bevor.
Danach erweiterte sich das Einkaufszentrums im südlichen Bereich. So eröffnete im März 1996 ein Wohnkaufhaus. 1996 wurde die Erweiterung des Einkaufszentrums fertiggestellt, die rund 30 weitere Einzelhändler an den Standort brachte und somit den Weserpark von einem Fachmarktzentrum zu einem hybriden Einkaufszentrum weiterentwickelte. Im Sommer 1997 wurde auf dem Gelände eine Tankstelle fertiggestellt. 2021 siedelten sich ein weiterer Gastronomiebetrieb an.
Der Kino- und Unterhaltungskomplex Kristallpalast eröffnete im November 1999. 2003/04 und 2012/14 erfolgten im Innenbereich des Einkaufszentrum weitere Umgestaltungen und Modernisierungen. Durch einen angebauten Gebäudekomplex kamen rund 12.000 m² Nutzflächen hinzu. Die entfallenden Parkplätze wurden auf das Dach verlagert. Mit dem zeitgleich errichteten Parkhaus für rund 1200 PKW-Stellplätze verfügt das Weserparkareal über insgesamt circa 4700 Parkplätze und circa 300 Fahrradabstellplätze.

## Shoppingcenter
Das Shoppingcenter Weserpark umfasst heute etwa 170 Einzelhandelsgeschäfte inklusive großflächiger Fachmärkte. Zu den größten Mieteinheiten zählen die Modeanbieter ZARA, Adler, Peek & Cloppenburg, C&A, H&M, Reserved, Müller, Aldi sowie das EDEKA center und der Elektronikanbieter Media Markt. Hinzu kommen viele Dienstleistungsanbietern, wie z. B. Friseure, Reisebüros, Postfiliale, Schlüsseldienst, Reinigung mit Änderungsschneiderei als auch eine Apotheke. Das Einkaufszentrum verfügt über ein gastronomisches Angebot und bietet Cafés, Restaurants sowie Snackbars, ferner eine Food Lounge mit circa 450 Sitzplätzen.
Das Serviceangebot des Weserparks besteht aus einer Kinderbetreuung als Kinderspielelands auf etwa 2000 m², einem Baby-Wickelraum, Schließfächern sowie Mutter- und Kind-Parkplätzen. Im Center gibt es kostenloses WLAN. Das Parkhaus verfügt über mehrere Parkplätze, die das Aufladen von Elektroautos ermöglichen.

## Veranstaltungen
Jährlich finden unterschiedliche Veranstaltungen mit wechselnden Themen im Shoppingcenter Weserpark statt. Gemeinsam mit dem Verein Aktiv für Osterholz organisiert der Weserpark die Gewerbeschau Osterholz, bei der Unternehmen, Institutionen, Vereine und Verbände aus dem Stadtteil ihre Produkte und Dienstleistungen vorstellen.
Neben verschiedenen interaktiven Ausstellungen für Kinder und Erwachsene veranstaltet der Weserpark zudem Antik- und Piratini-Märkte, Autoschauen sowie Reise- und Nachhaltigkeitsmessen. Außerdem bittet das Deutsche Rote Kreuz nicht nur regelmäßig zur Blutspende im Weserpark, sondern informiert auch über seine Hilfsangebote.
Im Rahmen der Azubi-Messe Weser-Jobs präsentieren sich Bremer Unternehmen aus Gewerbe und Handel als Arbeitgeber. Schüler und Ausbildungssuchende haben hier die Möglichkeit, sich über offene Stellen und Praktika zu erkundigen und Kontakte zu knüpfen.
Im Veranstaltungsprogramm etabliert haben sich im Weserpark insbesondere die Modenschauen im Frühjahr und Herbst. Zahlreiche Prominente aus den Bereichen Musik, Fernsehen und Sport waren im Rahmen der Modenschauen bereits zu Gast im Weserpark.
Seit 2019 findet zudem jährlich ein Preisgeldturnier im Darts statt, bei dem Profispieler um den Sieg beim Weserpark Darts-Cup kämpfen.

## Verkehrsanbindung
Der Weserpark liegt in der Nähe zum Bremer Kreuz (A1/A27). Das Areal kann durch die Straßenbahnlinie 1 und die Buslinien 37, 38, 39 und 740 erreicht werden sowie am nahen Bahnhof Bremen-Mahndorf durch den Personennahverkehr der Deutschen Bahn auf der Strecke Bremen–Hannover.